# Премия имени Баумгартена

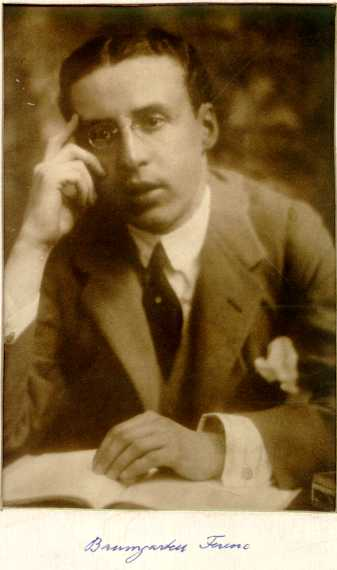
Ференц Фердинанд Баумгартен

Премия имени Баумгартена (венг. Baumgarten-díj) — престижная венгерская литературная премия,
присуждаемая с 1923 года в память о Ференце Фердинанде Баумгартене, венгерском писателе, критике, историке литературы, искусствоведе.

## История
В 1923 году Баумгартен пожертвовал из своего большого личного состояния около миллиона пенгё на поощрение венгерских литераторов. Это наследие сделало его имя бессмертным и послужило для создания одного из крупнейших венгерских культурных фондов и премии названной его именем. В своём завещании Баумгартен записал «использовать средства на поощрение венгерских писателей, которые всерьез занимаются литературной или научной деятельностью», в форме ежегодной премии, награды или субсидии, «свободной от всех религиозных, расовых и социальных предрассудков и чисто идеалистических целей»…
Первая Премия имени Баумгартена была вручена в 1929 году. Она присуждалась в день смерти Баумгартена — 18 января ежегодно с 1929 по 1949 год (за исключением 1945 года) десяти венгерских писателям и поэтам, которые получали по четыре тысячи пенгё каждый.
Премия имени Баумгартена была самой престижной литературной премией Венгрии до 1949 года.